# Józef Ćwiękała
Józef Ćwiękała (ur. 11 sierpnia 1896 w Żywcu, zm. 5 marca 1919 w Zamościu) – żołnierz Legionów Polskich, oficer Wojska Polskiego w II Rzeczypospolitej, kawaler Orderu Virtuti Militari.

## Życiorys
Urodził się w rodzinie Marcina i Katarzyny z Laburdów. Absolwent gimnazjum w Cieszynie. Po ukończeniu nauki pracował w drukarni. W 1914 wstąpił do Legionów Polskich i został wyznaczony na stanowisko dowódcy plutonu w 2 kompanii 3 pułku piechoty.
Podczas ataku na silną pozycję nieprzyjaciela, w boju pod Polską Górą, zręcznym manewrem opanował stanowisko karabinu maszynowego. Ze zdobytego ckm-u otworzył ogień do npla, umożliwiając kompanii zajęcie Polskiej Góry. W lipcu 1916 dostał się do niewoli rosyjskiej, trzykrotnie podejmując próby ucieczki. Wrócił do pułku w 1917.
Za bohaterstwo w walce odznaczony został Krzyżem Srebrnym Orderu Virtuti Militari i mianowany podporucznikiem. W 1918 wstąpił do odrodzonego Wojska Polskiego i otrzymał przydział do 3 pułku piechoty Legionów. 
Zmarł w Zamościu wskutek odniesionych w boju ran.

## Ordery i odznaczenia
- Krzyż Srebrny Orderu Wojskowego Virtuti Militari nr 7657 – pośmiertnie, 17 maja 1922[3][4]
- Krzyż Walecznych[1]